# Busarellus nigricollis
El busardo colorado (Busarellus nigricollis), también conocida como águila colorada, aguilucho pampa o aguililla canela, es una especie de ave accipitriforme de la familia Accipitridae, la única del género Busarellus. Está ampliamente extendida por la Región Neotropical, encontrándose desde México hasta Uruguay (donde su presencia es incierta). Su población se estima entre 100.000 y 1.000.000 de ejemplares.

## Subespecies
Se reconocen dos subespecies de Busarellus nigricollis:
| Subespecie                           | Región                                                                                |
| ------------------------------------ | ------------------------------------------------------------------------------------- |
| Busarellus nigricollis nigricollis   | tierras bajas desde el centro de México hasta la Amazonía de Brasil y este de Bolivia |
| Busarellus nigricollis leucocephalus | Paraguay, Uruguay y norte de Argentina                                                |